# 藤田幹彦
藤田 幹彦（ふじた みきひこ、3月28日 - ）は、日本の男性声優。富山県出身。EARLY WING準所属。

## 人物
趣味は修行、特技はスクリーム（デスボイス）。

## 出演

### テレビアニメ
2020年
- アイドリッシュセブン Second BEAT!（番組プロデューサー）

2022年
- 錆喰いビスコ（戦車兵）
- まちカドまぞく 2丁目（デスボイス）

2023年
- ウマ娘 プリティーダービー Season 3（男②）

2024年
- 外科医エリーゼ（貴族派C）
- ダンジョン飯（村人2）

2025年
- 誰ソ彼ホテル（ラジオDJ）

### ゲーム
- 戦国大河（2018年、蜂須賀正勝、佐久間信盛、佐竹義宣）
- 三國志曹操伝 ONLINE（2019年）
- Death end re;Quest2（2020年）
- メタファー：リファンタジオ（2024年）
- 届けろ！戦え！カラミティエンジェルズ(2025)(テグザス)

### BLCD
- 食卓で恋を

### 吹き替え

#### 映画
- イップ・マン 九龍（ジョン、賭博王）
- イップ・マン 黎明（ホックフー）
- イップ・マン 立志（ボーフォン）
- 西遊記 ゴッド・ウォリアー/戦神（李大宝）
- サメストーカー ビギニング（パーカー）
- ジュラシック・ウッズ（フレッチャー）
- 少林寺 怒りの金剛拳（スティーブ）
- ドッグ・アローン（ホセ〈ロブ・シュナイダー〉）
- PATHAAN/パターン（ジム〈ジョン・エイブラハム〉[7]）
- ハンターキラー 潜航せよ（オレク〈ユーリー・コロコリニコフ〉）
- 人質 韓国トップスター誘拐事件（ヨム・ドンフン〈リュ・ギョンス〉[8]）

#### ドラマ
- ザ・ステアケース -偽りだらけの真実-
- 帝王の娘 スベクヒャン（ミョンノン）
- 悪魔の計略～デビルズ・プラン～ ※Netflix
- 夫婦の世界(ビョンギュ )

#### アニメ
- 神々の山嶺（編集者[9]）

### ボイスコミック
- デンゲキコミックch ここほれ墓穴ちゃん（2020年、レポーター、ナンパ男、2021年、居酒屋かつらぎ店長）
- マンガMeeチャンネル
  - かわいすぎる男子がお家で待っています（2021年、バイト先の男性、工事現場男性A、キムチさん、レオの元カレ、新世界の劇団員）
  - 明日からは清楚さん（2021年、男性教師、医師、秋人の父、男子生徒たち）
  - 鬼獄の夜（2021年、ミツの父親、顔無し鬼）
  - 青春シンデレラ（2021年、合コンで出会った男性）
  - 蜜蜂ライアー（2021年、喫茶店の店長）
  - ハジメテノサツジン（2021年、男性教師）
  - 抱かれた棘と甘い吐息（2021年、友林堂の主人）
  - 君の声が好きすぎる（2021年、痴漢）
  - 女子高生除霊師アカネ(2025、毛戸貢、斗真)
- 超巡！超条先輩(2024年、スマホのおっさん)

### 舞台
- 劇団東京イボンヌ 第11回公演「ドウォルザークの新世界」（ジェームズ）
- 劇団東京イボンヌ 第12回公演「酔いどれシューベルト」（ジョセフ）
- 少女蘇生「噓の胎動」（六綱光次）